# Francis Smerecki
Francis Smerecki (25 juliol de 1949 – 7 de juny de 2018) fou un futbolista i entrenador de futbol francès, d'ascendència polonesa.